# 武田徹 (ラジオパーソナリティ)
武田 徹（たけだ とおる、1946年9月25日 - ）は、長野県で活動するラジオパーソナリティ・フリーキャスター。

## 略歴
長野市出身。長野県長野高等学校を経て早稲田大学商学部卒業後、1969年に信越放送（SBC）に一般職で入社し、報道部記者を経て、制作部に移り、主にラジオを中心にディレクター・プロデューサーを歴任。
1984年SBCラジオ「らんらんサタデー今が聞きごろ」のパーソナリティーに抜擢され、以降「スタートいちばん!」「武田徹のつれづれ散歩道」などの番組を担当し、同局のラジオパーソナリティーとして活躍する。
1998年退社、有限会社「つれづれ遊学舎」を設立。以後、主にSBCラジオ・テレビを中心に活躍。また長野県内の講演会やフォーラムでのコーディネーターを務めている。
またジャズへの造詣が深いことでも知られ、タモリは大学時代のジャズ仲間だったという。

## 現在の出演番組

### SBCラジオ
- 武田徹のつれづれ散歩道 (土曜 8:00-11:00)
- 武田徹の『言葉はちから』〜朗読なかま大集合 (土曜 16:30-16:50)

### FMぜんこうじ
- 武田徹のラジオ熟年倶楽部～（金曜 15:00-17:00）

## 過去に携わっていた主な番組

### SBCテレビ
- SBCニュースウィークリー

### SBCラジオ
- SBC歌謡ベストテン（企画制作）
- らんらんサタデー今が聞きごろ[1]
- スタートいちばん!
- ニックの地球は友だち[1]
- 日曜音まんだら
- 武田徹のつれづれおはよう仲間
- 武田徹の中年ど真ん中!!
- ミッドナイト・ジャズ・スポット
- ラジオご意見番・世相を斬る
- 大人音楽倶楽部
- 武田徹の日曜音楽夢工房 (- 2021年3月28日)

など

### FM長野
- THE CAT 武田徹のJAZZ WORLD
- 武田徹・素芳 ふたり語りラジオ劇場

## 著書
- 武田徹のつれづれ交遊録 1995年 オフィスEMU
- 流行歌つれづれトーク 1997年 信濃毎日新聞社
- 武田徹つれづれ一徹人生 2022年 しなのき書房